# ستيفن بوين
ستيفن بوين (بالإنجليزية: Stephen Bowen (astronaut)) (و. 1964 – م) هو ضابط، ورائد فضاء، وsubmariner من الولايات المتحدة الأمريكية . ولد في كوهاسيت .

## ريادة الفضاء
شارك في المهمات الفضائية:
- STS-133
- STS-132
- STS-126.

## التعليم
تعلم في معهد ماساتشوست للتكنولوجيا

## الخدمة العسكرية
خدم في بحرية الولايات المتحدة.